# Cząstków (powiat kolski)
Cząstków – wieś w Polsce położona w województwie wielkopolskim, w powiecie kolskim, w gminie Kłodawa.
W latach 1975–1998 miejscowość należała administracyjnie do województwa konińskiego.

## Części wsi
| SIMC    | Nazwa | Rodzaj    |
| ------- | ----- | --------- |
| 0286775 | Łubno | część wsi |

## Położenie geograficzne

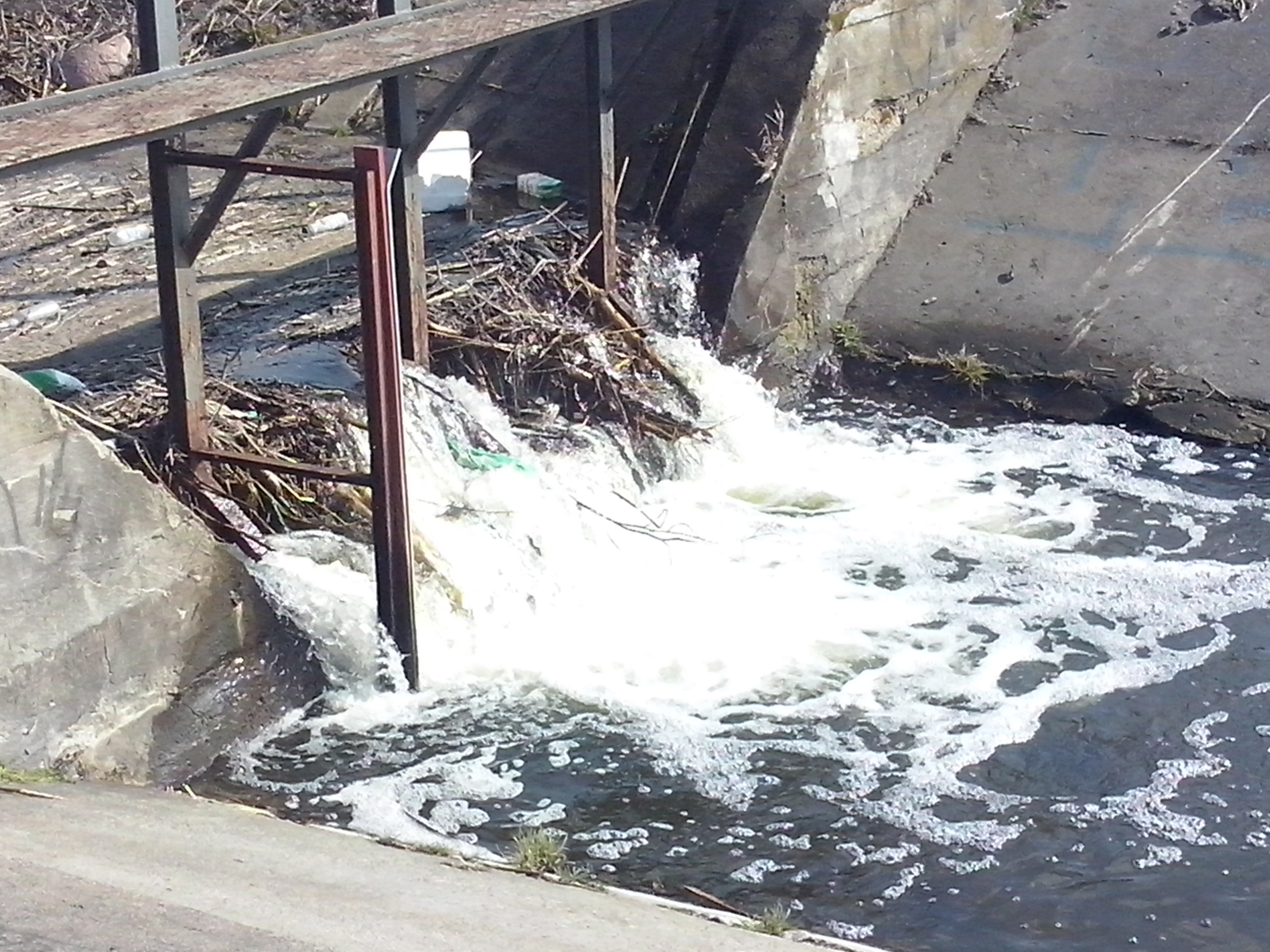
Rzeka Rgilewka w Cząstkowie

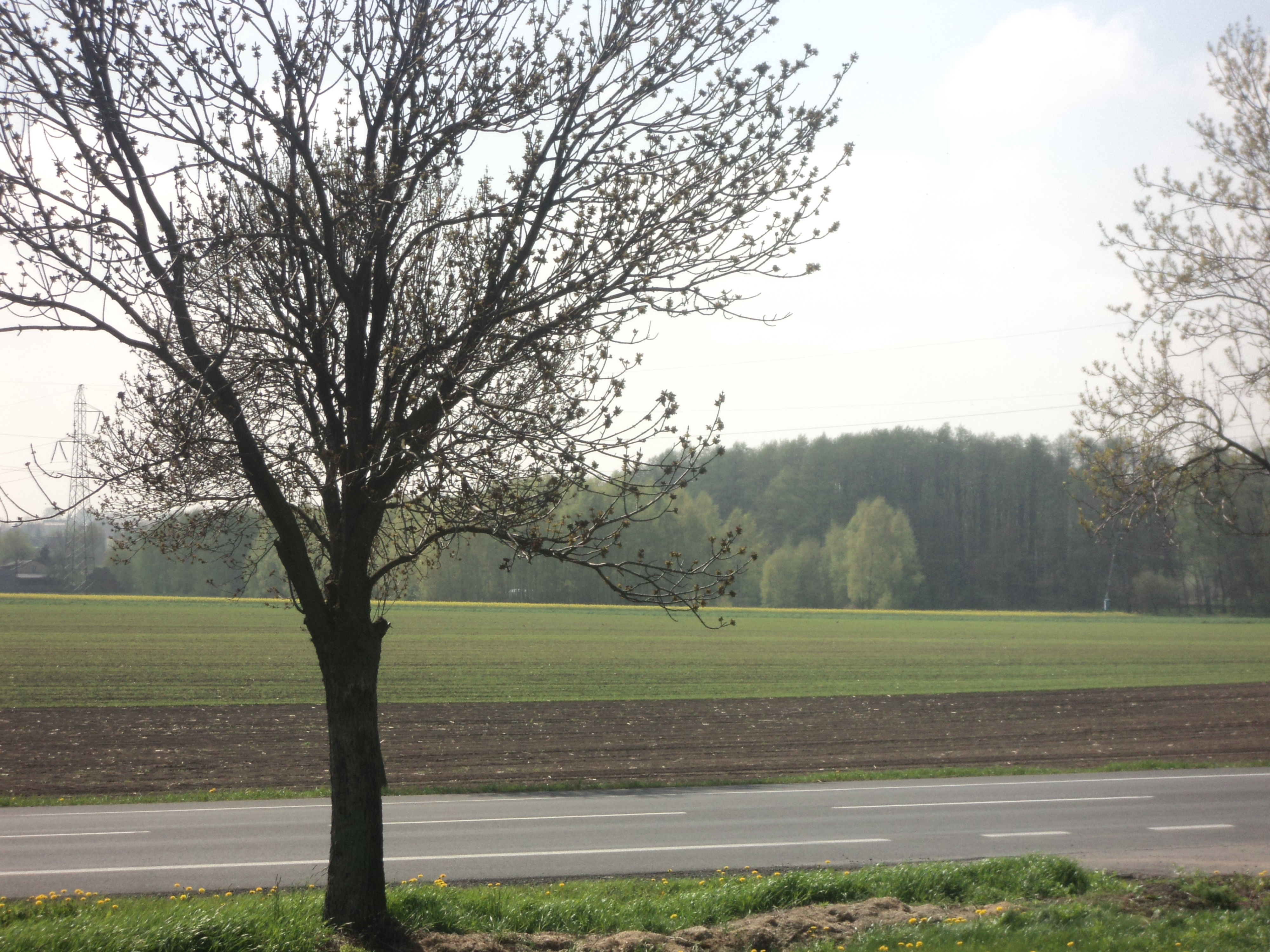
Trasa E92 w Cząstkowie

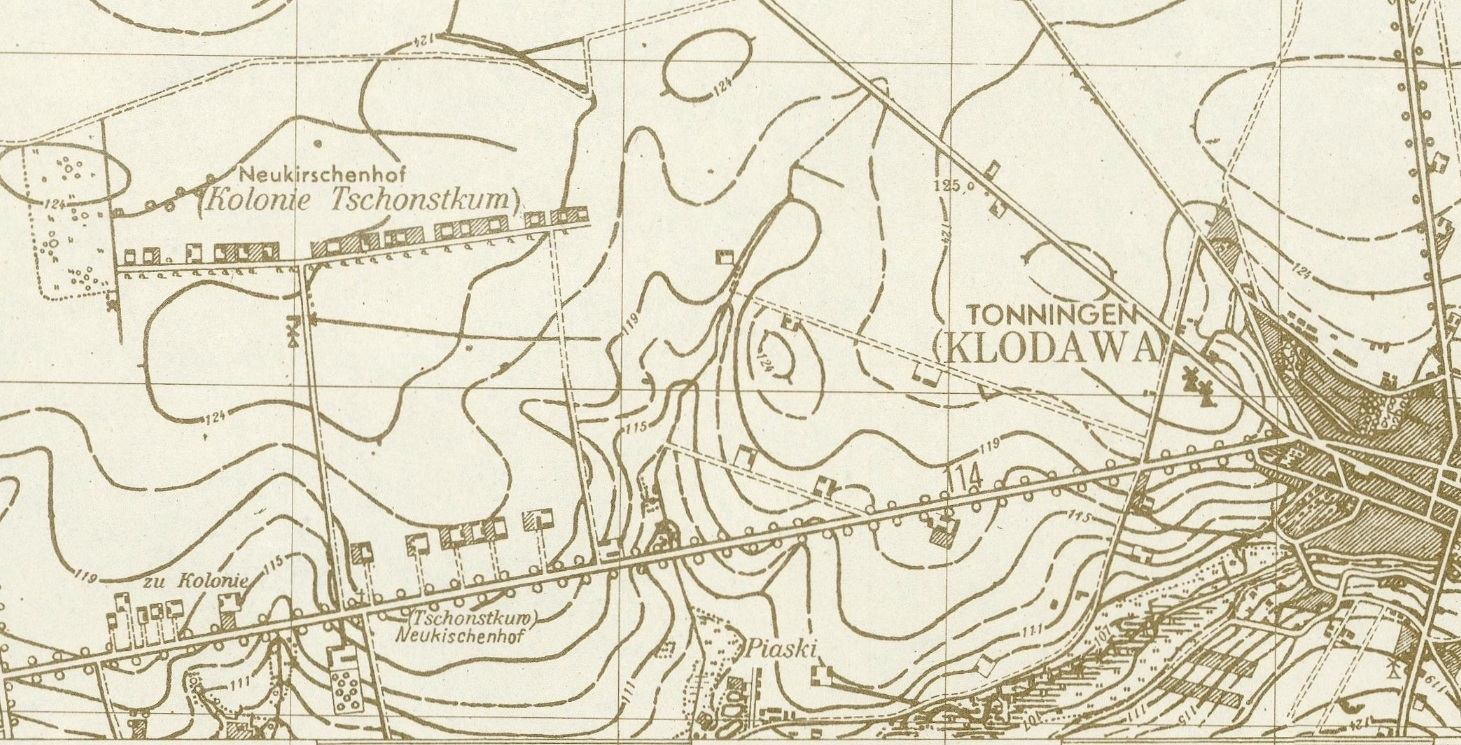
Cząstków – 1944 rok

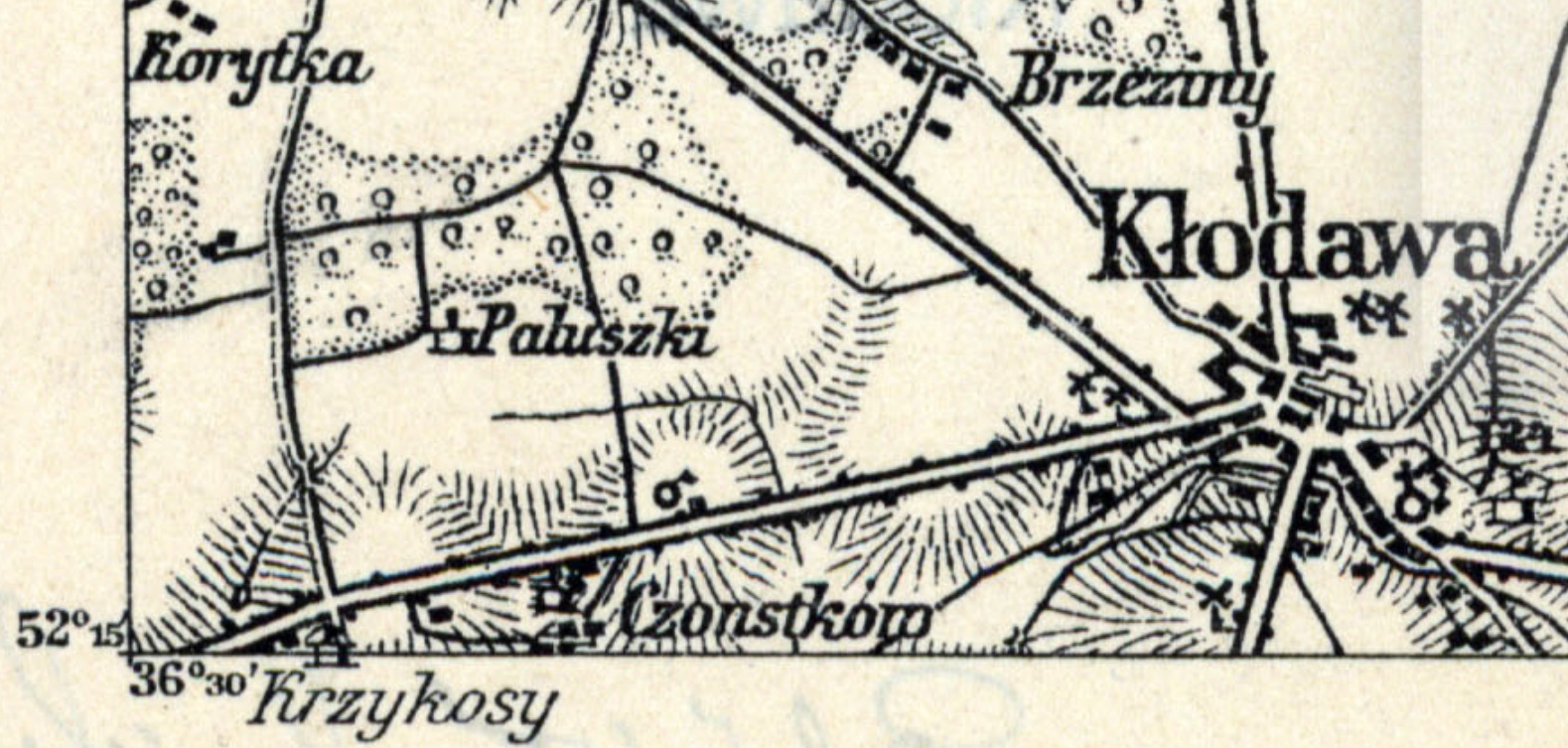
Cząstków na mapie z 1914 roku

Cząstków geograficznie położony jest na Wysoczyźnie Kłodawskiej nad rzeką Rgielewką (dopływem Warty).
Przez miejscowość przebiega tektoniczny wał kujawski z wysadami soli kamiennej, eksploatowany w Kłodawie.
Historycznie należał do ziemi łęczyckiej.

## Administracja
Przynależność administracyjna miejscowości:
- od 1 stycznia 1999 - gmina Kłodawa, powiat kolski, województwo wielkopolskie;
- od 1 czerwca 1975 do 31 grudnia 1998 – gmina Kłodawa, powiat kolski, województwo konińskie;
- od 1945 do 31 maja 1975 – gmina Kłodawa, powiat kolski, województwo poznańskie;
- od 1939 do 1945 – gmina Kłodawa, powiat kolski, rejencja inowrocławska, Okręg Rzeszy Kraj Warty, III Rzesza;
- od 1 kwietnia 1938 do 1939 – gmina Kłodawa, powiat kolski, województwo poznańskie, II Rzeczpospolita;
- od 14 sierpnia 1919 do 31 marca 1931 – gmina Kłodawa, powiat kolski, województwo łódzkie, II Rzeczpospolita;
- od 1 stycznia 1876 - powiat kolski, gubernia kaliska, Królestwo Polskie;
- od 1795 do 1918 - województwo mazowieckie;
- od 1352 do 1795 - powiat łęczycki, województwo łęczyckie, prowincja wielkopolska, Korona Królestwa Polskiego.

Od 1999 roku wieś należy administracyjnie do gminy Kłodawa, powiatu kolskiego i województwa wielkopolskiego. Część Cząstkowa przy drodze krajowej nr 92 należała niegdyś do miasta Kłodawy, znajdowały się tutaj ulice Kolska i Poznańska (tzw. Stara Kłodawa).
Od 1944 miejscowość znajdowała się w granicach województwa poznańskiego, a w latach 1975–1998 – województwa konińskiego.
Na czele wsi stoi sołtys, wybierany przez mieszkańców w demokratycznych wyborach. Obecnie lokalem wyborczym dla mieszkańców Cząstkowa jest budynek Zespołu Szkół Ponadgimnazjalnych im. Marii Dąbrowskiej przy ulicy Adama Mickiewicza w Kłodawie. Do 2014 roku głosowali oni w budynku świetlicy wiejskiej w Cząstkowie.
Jedna z miejscowości leżących na południe od Kłodawy przy drodze wojewódzkiej nr 263 również nosi nazwę Cząstków, wskutek zastąpienia poprzedniej nazwy Łubno. Stało się to przyczyną wielu nieporozumień – miejscowości te mają własnych sołtysów, ale wspólną numerację budynków.
Miejscowość położona jest w pobliżu kilku różnych regionów - Kujaw, Mazowsza i Wielkopolski. Przez pewien czas rozważano przyłączenie gminy Kłodawa do powiatu łęczyckiego lub kutnowskiego w województwie łódzkim (ze względu na niewielką odległość od Łodzi – ok. 70 km, w porównaniu z Poznaniem – ok. 150 km) lub do powiatu włocławskiego w województwie kujawsko-pomorskim (ze względu na to, że gmina Kłodawa i sąsiednia gmina Przedecz uważane są za tereny Kujaw). Ostatecznie cały powiat kolski został włączony do województwa wielkopolskiego ze stolicą w Poznaniu (gmina Koło uważana jest za część Wielkopolski).
W latach 1990–2006 burmistrzami miasta i gminy Kłodawa byli mieszkańcy Cząstkowa, Józef Chudy i Zdzisław Domański.

### Sołtysi Cząstkowa
- Andrzej Dziedzic (do 2019)
- Barbara Frątczak (od 2019)[6]

## Transport
Przez wieś przebiega droga krajowa nr 92, łącząca Poznań z Warszawą. Przez wiele lat znana była jako droga krajowa nr 2, ale na odcinku z Konina do Łowicza w 2008 roku zmieniła nazwę na nr 92. Był to efekt budowy kilkanaście kilometrów na południe biegnącej równolegle autostrady A2, co znacznie zmniejszyło ruch pojazdów w Cząstkowie.
Wzdłuż drogi krajowej nr 92 na terenie Cząstkowa znajdują się trzy przystanki autobusowe: Kłodawa Stara, Cząstków k/Koła I i Cząstków k/Koła, które od 2011 obsługiwane są przez autobusy Przedsiębiorstwa Komunikacji Samochodowej w Koninie. Realizowane są połączenia do Konina, Koła, Krośniewic, Kościelca i na stację kolejową w Kłodawie.
Wspomniana stacja kolejowa jest położona najbliżej miejscowości Cząstków. Znajduje się ona w Pomarzanach Fabrycznych przy linii kolejowej nr 3, łączącej Warszawę Zachodnią z Kunowicami. Mieszkańcy korzystają również ze stacji kolejowej w Kole oraz niekiedy w Barłogach.
W granicach Cząstkowa, w północnej części, przebiega również droga wojewódzka nr 263, wiodąca ze Słupcy do Dąbia nad Nerem przez Ślesin, Sompolno, Babiak, Bierzwienną Długą i Kłodawę.

## Ważniejsze obiekty
W Cząstkowie istnieje świetlica wiejska, udostępniana do 2014 roku jako siedziba Okręgowej Komisji Wyborczej, a także jako sala, w której można organizować zabawy. Jest to miejsce, w którym co kilka lat odbywają się dożynki gminne lub parafialne (ostatnio w 2013 r.). Przed budynkiem znajduje się boisko do gry w piłkę nożną i plac zabaw.
W zacisznej części miejscowości znajdują się dwa gospodarstwa agroturystyczne, Pod Kasztanem i Maja, oferujące miejsca wypoczynkowe, liczne atrakcje, a także sale do organizacji większych uroczystości.
We wsi działa również jeden Ośrodek Szkolenia Kierowców.
Na granicy Cząstkowa i Kłodawy w 2010 roku został postawiony krzyż, który ma przypominać krzyż na górze Giewont. 22 maja jego poświęcenia dokonał biskup Wiesław Mering.

## Ludność
Według danych z 2006 roku, miejscowość zamieszkuje 450 osób. Ludność posługuje się językiem polskim i w znacznej większości jest wyznania rzymskokatolickiego. Mieszkańcy zajmują się rolnictwem, a poza tym duża część z nich pracuje zawodowo.

## Edukacja
Miejscowość Cząstków znajduje się w obwodzie Szkoły Podstawowej nr 1 im. Świętego Jana Pawła II w Kłodawie (od numeru 1 do numeru 103) i Szkoły Podstawowej nr 2 im. Białych Górników w Kłodawie (od numeru 103a do numeru 132).

## Religia
Mieszkańcy Cząstkowa są w znacznej większości wyznania rzymskokatolickiego i przynależą do parafii: Wniebowzięcia Najświętszej Marii Panny w Kłodawie, św. Dominika w Bierzwiennie Długiej i Wniebowzięcia Najświętszej Maryi Panny w Borysławicach Kościelnych (dekanat kłodawski, diecezja włocławska).
We wsi znajduje się kilka przydrożnych kapliczek. Przy jednej z nich, zlokalizowanej tuż pod krzyżem wzorowanym na krzyżu z Giewontu, każdego roku w maju odbywają się nabożeństwa majowe, uczęszczane zarówno przez mieszkańców Cząstkowa, jak i Kłodawy.

## Osoby związane z miejscowością
- Józef Chudy – burmistrz Kłodawy w latach 1990–1994 i 2006–2012
- Zdzisław Domański – poseł na Sejm I i X kadencji, burmistrz Kłodawy w latach 1994–2006